# Emma Sandys
Emma Sandys (ursprungligen Mary Ann Emma Sands), född 1843, död november 1877 i Norwich, var en brittisk målare och medlem av prerafaeliterna.

## Biografi
Sandys undervisades i måleri av sin far Anthony Sands, som var en ansedd porträttkonstnär. Familjen lade till ett y i efternamnet 1853.

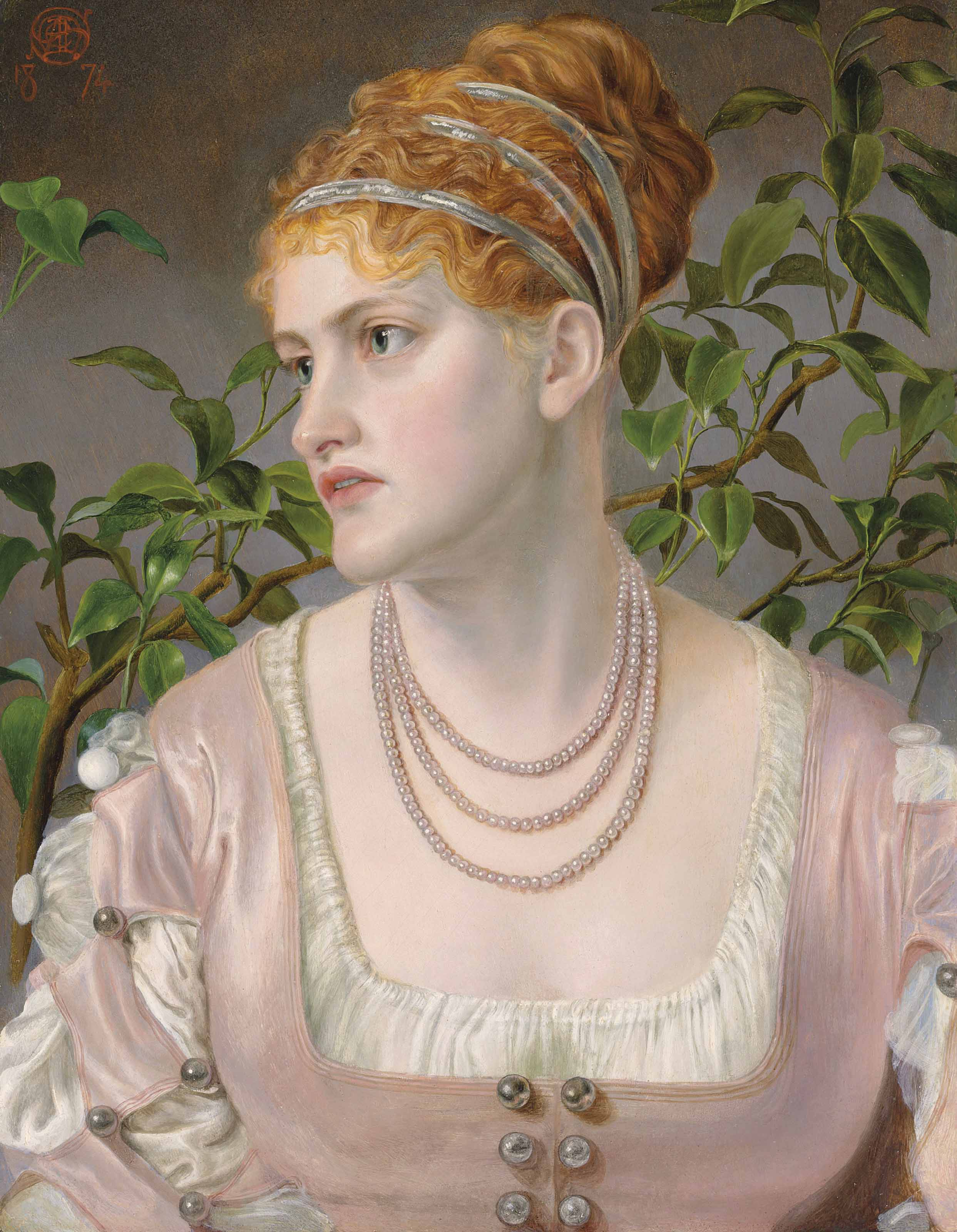
Mary Emma Jones av Emma Sandys, 1874. Jones var livspartner till Sandys bror, Frederick Sandys.

Sandys konstnärskap influerades av hennes äldre bror Frederick Sandys och dennes vän Dante Gabriel Rossetti, som bägge var målare och prerafaeliter. Emma Sandys äldsta daterade målning är märkt 1863. Hon ställde ut sin konst i både Norwich och London mellan 1867 och 1874. Sandys målade främst porträtt av kvinnor och barn. Liksom många andra prerafaeliters verk, var Sandys motiv ofta inspirerade av medeltiden och keltisk mytologi. Sandys arbetade mestadels i sin hemstad Norwich, det är emellertid möjligt att hon besökte sin brors, Frederick Sandys, studio i London.

## Galleri i urval

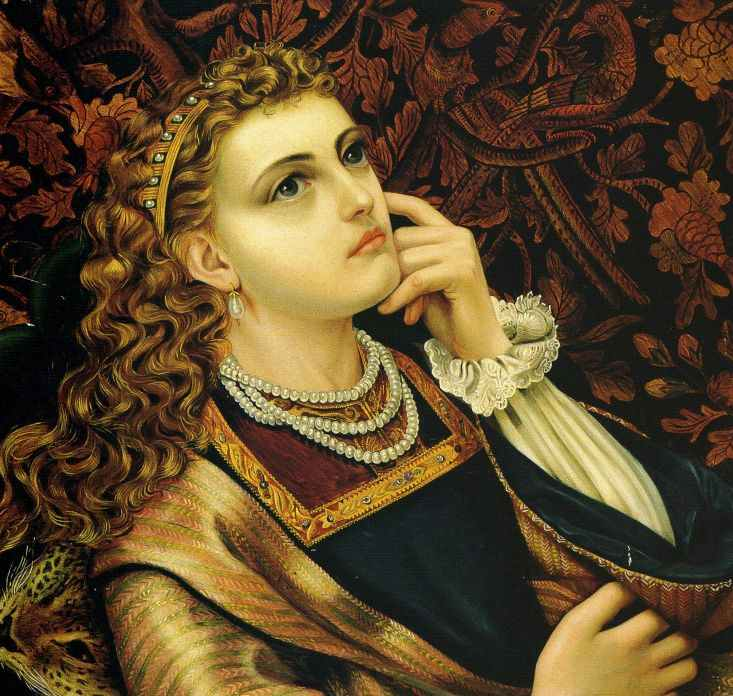
Elaine, c. 1862–65
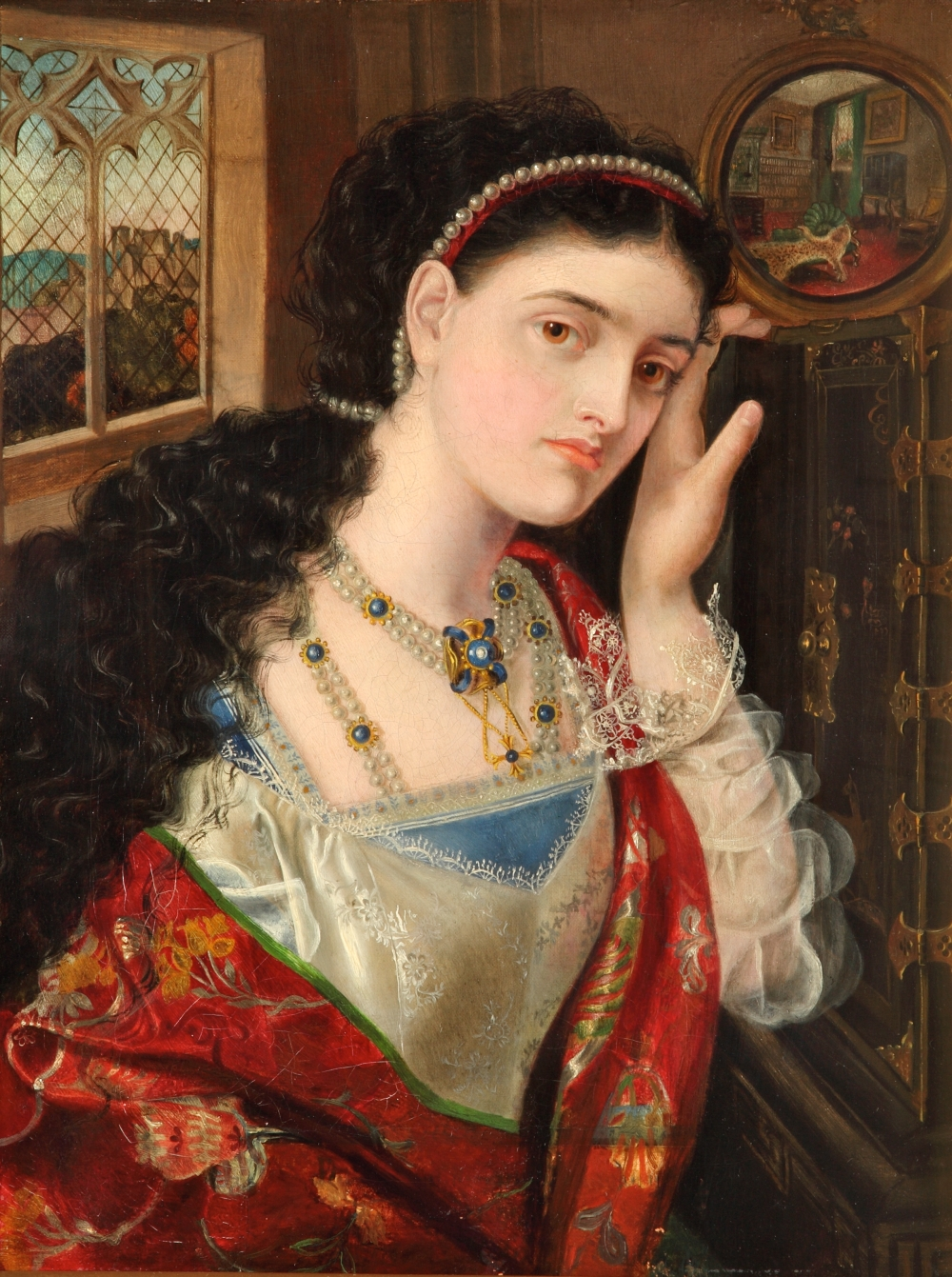
Viola, c. 1865
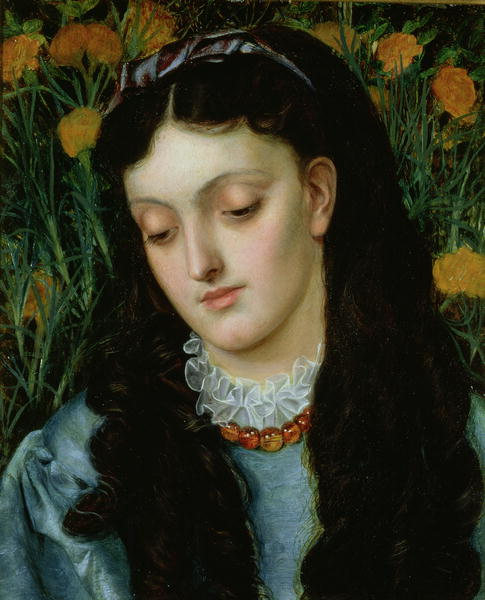
The Beautiful Wallflower, c. 1865
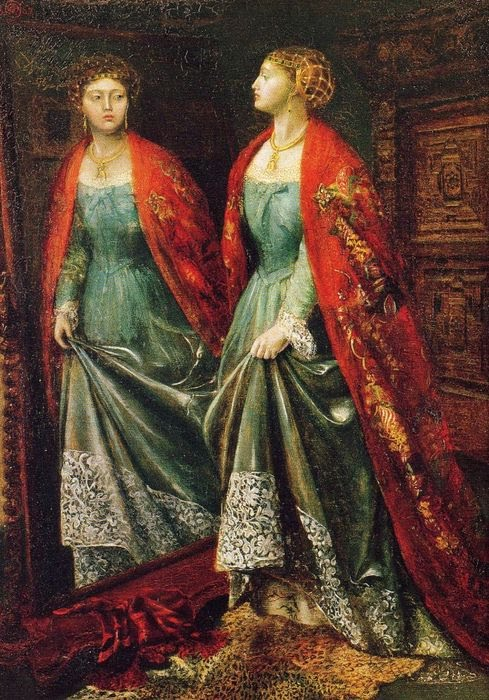
Preparing for the Ball, 1867
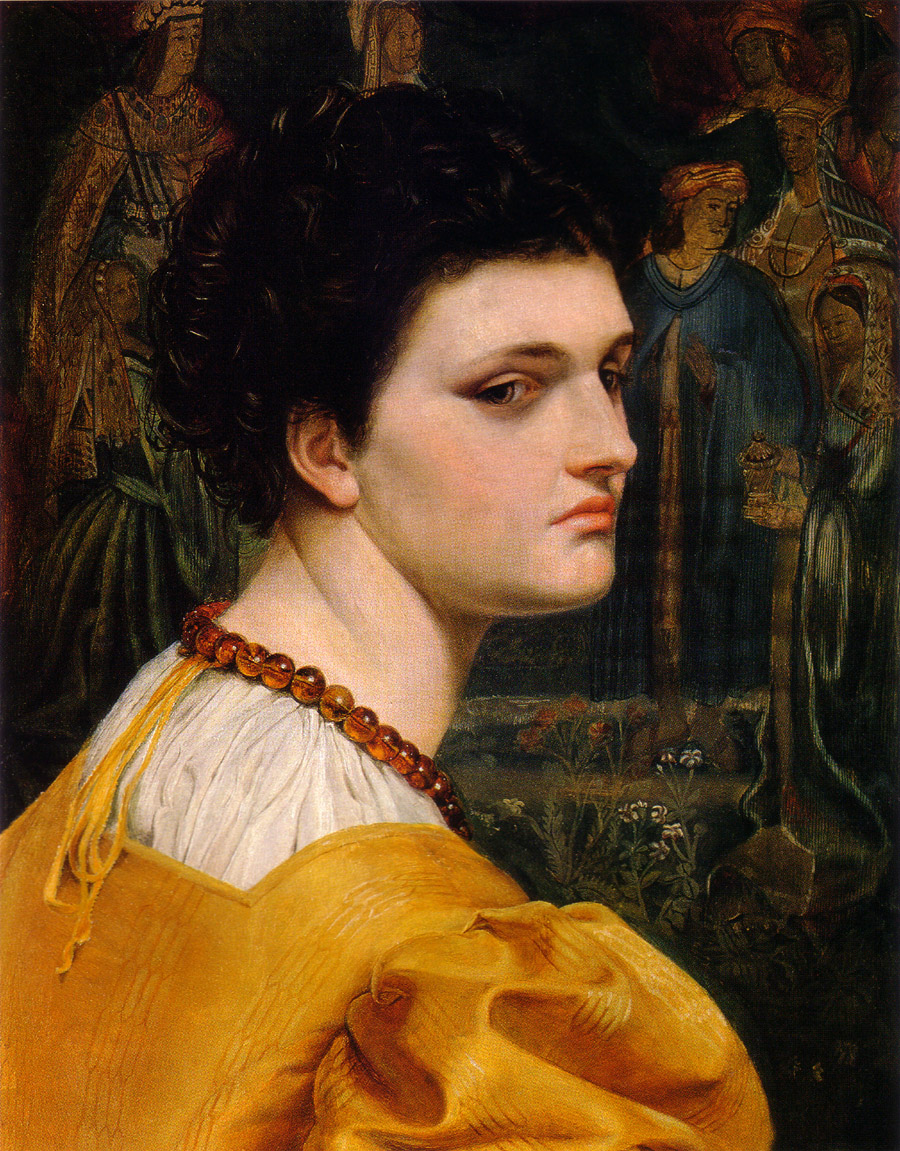
Lady in a Yellow Dress, 1870
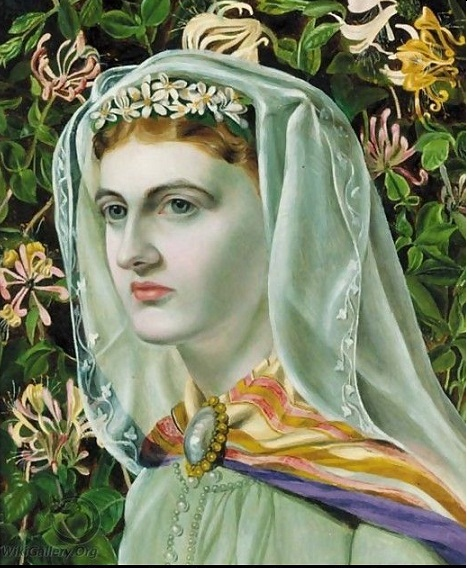
A Medieval Beauty, c. 1875
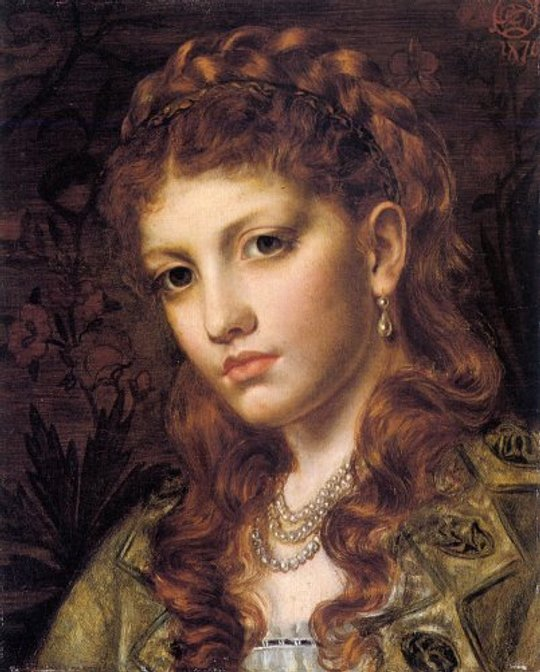
Fiammetta, 1876
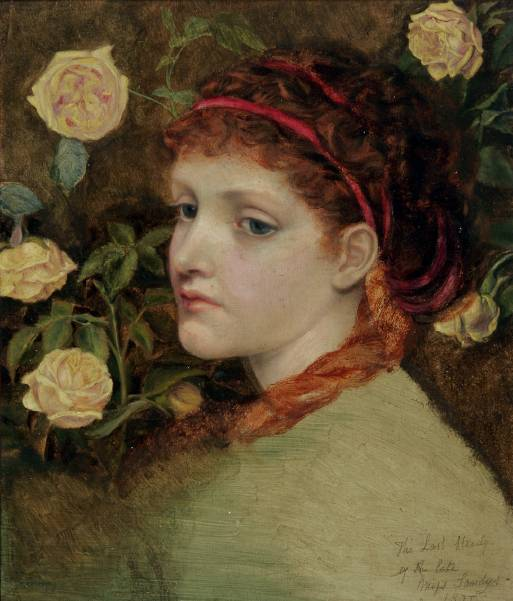
Study of a Head, 1877